# Sant Andreu de Ribesaltes (església vella)
Sant Andreu de Ribesaltes és una antiga església parroquial de la vila de Ribesaltes, a la comarca del Rosselló (Catalunya Nord). Actualment és la capella del cementiri de la vila.
Està situada, a l'est de la vila vella de Ribesaltes, en el seu cementiri vell. És una senzilla església romànica del segle xi, de nau única amb absis semicircular a llevant, amb una capella amb ogives afegida al segle xiv.

## Història
Ribesaltes està documentada des del 923 o 930, en una carta de donació de Landric al Monestir de la Grassa, en què fa referència al seu alou a Ribas altas i a la seva església de Sant Andreu, heretat del seu pare i en fa donació al monestir. El seu germà Radulf va donar també a la Grassa la meitat dels seus béns, tot i que a la seva mort la meitat que havia retingut passà a la Grassa. Així, tot el territori de Ribesaltes passà a mans de la Grassa, senyoriu que mantingué fins a la Revolució Francesa.
També s'hi esmenta l'església de Santa Maria, posteriorment dedicada a Sant Andreu, que canvià la seva advocació en passar a ser la parroquial de la vila quan es fortificà Ribesaltes i l'església primitiva de Sant Andreu quedà fora de l'abast de les muralles. Mantigué el cementiri, que passà a ser el de tota la vila, i encara ho és.
Unes excavacions fetes a l'interior de l'església han permès treure a la llum restes d'una construcció romana, amb enterraments d'aquella època, així com les estructures de l'església romànica primitiva.

## L'edifici
És una petita església d'una sola nau capçada a llevant per un absis semicircular. L'aparell és fet de còdols de l'Aglí, disposats en filades regulars, reomplertes amb argamassa de pedra picada rogenca de gres d'Espirà de l'Aglí, en una construcció del segle xi. L'arc triomfal és de mig punt, i la nau té un arc toral també de mig punt que subdivideix la nau en dos trams. El primer és un tram de cor, entre la capçalera i la nau. Hi ha una capella coberta amb volta de creueria, del segle xiv, afegida posteriorment. A l'extrem occidental de la nau, a més, hi ha una tribuna molt probablement del segle xv o XVI. La volta de la nau és de canó llis apuntat.